# Арнтц, Эгидий Рудольф Николаус
Эгидий Рудольф Николаус Арнтц (нем. Aegidius Rudolph Nicolaus Arntz; 1 сентября 1812, Клеве — 23 августа 1884, Брюссель) — бельгийский учёный-юрист, педагог, профессор Брюссельского университета, политик, членом прусского парламента (1848/1849). Доктор юридических наук.

## Биография
Сын врача, приехавшего из Голландии. С 1830 года изучал право в Мюнхене. Позже, учился в университетах Йены, Бонна, Гейдельберга.
После Франкфуртского покушения против него было возбуждено дело по обвинению в государственной измене. Бежал от ареста, был объявлен в розыск и в 1837 году Берлинский апелляционный суд вынес постановление, заочно приговорил его к пятнадцати годам тюремного заключения. Работал адвокатом. Вскоре был назначен заведующим кафедрой дигестов в недавно основанном Брюссельском университете. В Брюсселе получил должность профессора гражданского права, но также читал о естественном праве, конституционном праве и международном праве . Он также работал адвокатом и советником по вопросам коммерческого права и пользовался высоким уровнем доверия в промышленности и бизнесе.
Известен, как пионер международного права, который внёс большой вклад в основание Свободного государства Конго во время правления короля Бельгии Леопольда II. Его работа и юридический опыт имели решающее значение в создании правовых и политических основ этой африканской колонии.
Его главный труд — учебник по французскому гражданскому праву: «Cours de droit civil français, comprenant l’explication des lois qui ont modifie le code civil en Belgique» (1-е изд., 1860—1875; 2-е изд., 1879—1880) — один из лучших курсов французского гражданского права. Второе издание вышло в четырех томах в 1879/80 году. Он также был автором статей в различных юридических журналах. Среди них была «Бельжская судебная организация», соучредителем которой он был в 1842 году.